# Munisport de Pointe-Noire
Munisport de Pointe-Noire – kongijski klub piłkarski grający w drugiej, a niegdyś w kongijskiej pierwszej lidze, mający siedzibę w mieście Pointe-Noire.

## Sukcesy
- I liga[1]
  - mistrzostwo (2): 1996, 1997.

- Puchar Konga[2]:
  - zwycięstwo (2): 2004.

## Występy w afrykańskich pucharach
| Sezon | Rozgrywki           | Runda   | Kraj             | Klub              | Dom | Wyjazd | Dwumecz      |
| ----- | ------------------- | ------- | ---------------- | ----------------- | --- | ------ | ------------ |
| 1997  | Liga Mistrzów       | wstępna | Gwinea Równikowa | Cafe Bank Sportif | 4–1 | 1–0    | 5–1          |
| 1997  | Liga Mistrzów       | 1       | Kamerun          | Unisport Bafang   | 2–0 | 0–2    | 2–2 (k. 4–5) |
| 1998  | Puchar Mistrzów     | wstępna | Gwinea Równikowa | Deportivo Mongomo | –   | –      | –            |
| 2005  | Puchar Konfederacji | wstępna | Gwinea Równikowa | CD Elá Nguema     | 1–1 | 0–0    | 1–1          |

## Stadion
Domowe mecze klub rozgrywa na stadionie o nazwie Stade Municipal w Pointe-Noire, który może pomieścić 13594 widzów.

## Reprezentanci kraju grający w klubie
Stan na styczeń 2023.
| - Ghislain Thiamas |